# 少女たちの遺言
『少女たちの遺言』（しょうじょたちのゆいごん、原題：여고괴담 두번째 이야기、英題：Memento Mori）は、1999年の韓国映画。韓国の原題は「女高怪談 二番目の物語」。
2001年の第10回東京国際レズビアン&ゲイ映画祭にて上映された。

## 登場人物
- ミナ - キム・ミンソン
- ヒョシン - パク・イェジン
- シウン - イ・ヨンジン
- ジウォン - コン・ヒョジン